# Dótades z Messénie
Dótades nebo Dótadés (starořecky Δωταδης – Dotádes / jiný přepis: Dótadés) byl v roce 740 př. n. l. vítěz olympijských her v běhu na jedno stadium.
Dótades z Messénie zvítězil v běhu na jedno stadium na 10. olympijských hrách. Od založení her v roce 776 př. n. l. byl běh na jedno stadium jedinou disciplínou. Hry se o další disciplínu, běh na dvě stadia (diaulos), rozšířily v roce 724 př. n. l. Prvním vítězem běhu na dvě stadia byl Hypénos z Pisy. Vzdálenost stadia (600 stop) se pohybovala přibližně od 175 do 200 metrů.